# Ley del Ejército
Ley del Ejército es el nombre con el que se conoce una de las leyes fundamentales de Israel. Define la defensa, subordinación, instrucciones, órdenes y deberes de las Fuerzas de defensa del Estado de Israel